# Marylise Lévesque
Pour les articles homonymes, voir Lévesque.
Marylise Lévesque, née le 3 mars 1983 à La Pocatière, est une judokate canadienne.

## Carrière
Marylise Lévesque remporte la médaille de bronze de la catégorie des moins de 78 kg lors des Jeux de la Francophonie de 2005 à Niamey. Toujours dans cette catégorie, elle est médaillée de bronze aux Championnats panaméricains de judo 2007 à Montréal, aux Jeux panaméricains de 2007 à Rio de Janeiro, à l'Universiade d'été de 2007 à Bangkok, aux Championnats panaméricains de judo 2008 à Miami ainsi qu'aux Jeux de la Francophonie de 2009 à Beyrouth.
Elle est éliminée en quarts de finale du tournoi de judo aux Jeux olympiques d'été de 2008 en moins de 78 kg par la Chinoise Yang Xiuli et perd en repêchages contre la Mongole Pürevjargalyn Lkhamdegd.